# Soumaya Naamane Guessous
Pour les articles homonymes, voir Naaman (homonymie) et Guessous.
Soumaya Naamane Guessous, née en 1955, est une sociologue et militante féministe marocaine.
Elle est notamment connue pour son livre portant sur la sexualité  des femmes marocaines intitulé Au-delà de toute pudeur: la sexualité féminine au Maroc publié en 1988.

## Biographie
Née en 1955, Soumaya Naamane Guessous réalise une thèse à l'université Paris-VIII et enseigne à la Faculté des lettres et des sciences humaines de Ben M’Sik de l'Université Hassan II de Casablanca. Ses thèmes de recherche concernent les droits des femmes, les droits de la famille, la sexualité féminine et la condition sociale des mères célibataires,.
En 1988, alors qu'elle est une jeune maître-assistante en sciences humaines et une mère de famille marocaine, elle publie un livre portant sur la sexualité  des femmes marocaines intitulé Au-delà de toute pudeur: la sexualité féminine au Maroc, devenu un best-seller. En 2001, elle lance une campagne pour qu'une femme marocaine puisse transmettre la nationalité aux enfants issus d’un mariage mixte. Elle dénonce dans la presse les problèmes engendrés par cette situation. Le 8 mars 2007, le code marocain de nationalité est modifié en ce sens. Elle écrit  régulièrement des éditos et des essais dans des magazines féminins tels que femmes du Maroc, Ousra, Citadine, Famille Actuelle et plus récemment  illi. Ses éditos sont également publiés dans la revue espagnole M'Sur.
Elle est mariée à Chakib Guessous, docteur et anthropologue.

## Distinctions
- 1996 : Médaille du Mérite culturel, par l'Institut luso-arabe pour la coopération,
- 2005 : nommée chevalier de l'ordre national de la Légion d'honneur par l'ambassadeur de France au Maroc[11]
- 2009 : nommée commandeur de l'ordre du Mérite national[12]

## Publications
- Au-delà de toute pudeur : la sexualité féminine au Maroc, Casablanca: Eddif, 10th edition., 1997
- Printemps et automne sexuels : puberté, ménopause, andropause au Maroc, 2000
- Avec Chakib Guessous, Grossesses de la honte : étude sur les filles-mères et leurs enfants au Maroc 2011
- Nous les femmes, vous les hommes, 2013.
- Les femmes dans le Maroc d'hier et d'aujourd'hui, 2016